# Mydas quadrilineatus
Mydas quadrilineatus är en tvåvingeart som beskrevs av Samuel Wendell Williston  1898. Mydas quadrilineatus ingår i släktet Mydas och familjen Mydidae. Inga underarter finns listade i Catalogue of Life.